# NGC 7684
NGC 7684 ist eine Linsenförmige Galaxie vom Hubble-Typ S0/a mit aktivem Galaxienkern im Sternbild Fische auf der Ekliptik. Sie ist schätzungsweise 236 Millionen Lichtjahre von der Milchstraße entfernt und hat einen Durchmesser von etwa 115.000 Lichtjahren. Vom Sonnensystem aus entfernt sich die Galaxie mit einer errechneten Radialgeschwindigkeit von näherungsweise 5.200 Kilometern pro Sekunde.  Vermutlich bildet sie gemeinsam mit PGC 71611 ein gravitativ gebundenes Galaxienpaar.
Im selben Himmelsareal befinden sich unter anderem die Galaxien PGC 1151034, PGC 1153648, PGC 1157858, PGC 1162038.
Das Objekt wurde am 5. Oktober 1863 von Albert Marth entdeckt.